# Semiothisa collaxata
Semiothisa collaxata là một loài bướm đêm trong họ Geometridae.